# Tick Tock (chanson)
Ne doit pas être confondu avec la chanson Tik Tok.
Pour les articles homonymes, voir Tick Tock et Tik Tok.
Chansons représentant la Croatie au Concours Eurovision de la chanson
Divlji vjetre
(2020) Guilty Pleasure
(2022)
Clip vidéo
[vidéo] « Tick-Tock », sur YouTube
Tick Tock est une chanson interprétée par Albina Grčić et sélectionnée pour représenter la Croatie au Concours Eurovision de la chanson 2021, à l'issue de l'émission Dora 2021, diffusée le 13 février 2021.
La chanson termine onzième de la première demi-finale avec 110 points ce qui ne lui permet pas de se qualifier.